# Спасо-Преображенская церковь (Козьмодемьянск)
Храм Преображения Господня (Спасо-Преображенская церковь) — старообрядческий православный храм в городе Козьмодемьянске Марий Эл. Относится к Казанско-Вятской епархии Русской православной старообрядческой церкви.

## История
Старообрядческая община Козьмодемьянска сформировалась в XVIII веке. По ходатайству крестьянина Фёдора Петровича Малышева Казанское губернское правление в 1820 году гарантировало козьмодемьянским старообрядцам право «на безпрепятственное отправление своего служения и требоисправлений». До 1821 года они собирались в домашней моленной купца Шеина, но из-за возрастающей численности старообрядцев она становилось тесной. По этой причине было решено построить более обширную строение и превратить его в часовню. Возведению способствовал купец Шеин, занимавший пост городского головы. Часовня построена на земле кузнеца Ф. П. Малышева. Официально здание строилось как частный дом, но над ним был надстроен восьмерик с окнами, чтобы оно большое походило на церковь.
Во время крупного пожара в Козьмодемьянске в 1833 году выгорела внутренняя отделка часовни, поэтому старообрядцы вновь начали собираться в моленной купца Шеина. В марте и апреле 1834 года Ф. П. Малышев совершает поездки в Москву и Казань с целью получения поддержки восстановления часовни. Из Москвы прибыл уставщик Гиненко, который проповедовал старообрядческую веру среди местного населения. В отчёте исправника в 1841 году упоминается, что местные старообрядцы принимают священников из Иргизских монастырей.
В начале XX века состояние часовни было таковым, что восстановить храм было уже невозможно. Его облик и местонахождение не известны.
Преображенский храм сегодня — это другая церковь, построенная общиной заново на новом месте после выхода манифеста «Об укреплении начал веротерпимости» 17 (30) апреля 1905 года. Мещанка-старообрядка Анфиса Матвеевна Малышева внесла в казну общины значительный денежный вклад и даровала под храм земельный участок, где и был построен храм. Имеются записи в метриках прихода о совершении браков в октябре 1907 года, значит, с того времени в церкви уже совершалась молитва.
Храм был закрыт советскими властями в середине 1930-х годов. В его помещении разместили комсомольский клуб, а в 1947 году — мальтозный цех. В 1970-х годах в здании открыт цех по металлоремонту. В 1987 году к алтарю пристроен кирпичный сарай.
Старообрядческая община возрождена в январе 1997 года. Храм был возвращён в полуразрушенном состоянии. Реконструкцию осложняло то, что не сохранилось ни одной фотографии здания в первоначальном виде. Большой вклад в возрождение храма внёс Борис Николаевич Родионов. Освящение храма состоялось 1 октября 2000 года. Общину окормлял епископ Казанско-Вятский Андриан (Четвергов). В июле 2003 года он поставил ко храму священника Сергия Михнёва.

## Настоятели
- Никола Сазонов (?—1909)
- Василий Фуренков (1909—1930)
- Иаков Слепнёв (октябрь 1930—1937) — репрессирован
- Сергий Махнёв (с июля 2003 года)